# نجوی کرم
نجوی کرم (زاده ۲۶ فوریهٔ ۱۹۶۶) یک موسیقی‌دان اهل لبنان است. وی از سال ۱۹۸۹ میلادی تاکنون مشغول فعالیت بوده‌است.